# Evelyn Brooke
Evelyn Gertrude Brown, née Brooke le 13 septembre 1879 à New Plymouth et morte le 11 février 1962 à Wellington, connue sous le prénom d'Eva, est une infirmière civile et militaire néo-zélandaise. Elle sert pendant la Première Guerre mondiale et est la seule infirmière néo-zélandaise à avoir reçu la Croix rouge royale et une barrette.

## Jeunesse
Evelyn Brooke est née le 13 septembre 1879 à New Plymouth, Taranaki. Son père, Thomas Brooke, charpentier, décède en 1891. Sa mère, Kate (née Coad), s'installe à Wellington après la mort de ce dernier et se remarie. Evelyn suit une formation d'infirmière à l'hôpital de Masterton de 1902 à 1904, puis à l'hôpital de Wellington de 1904 à 1907,.

## Carrière d'infirmière

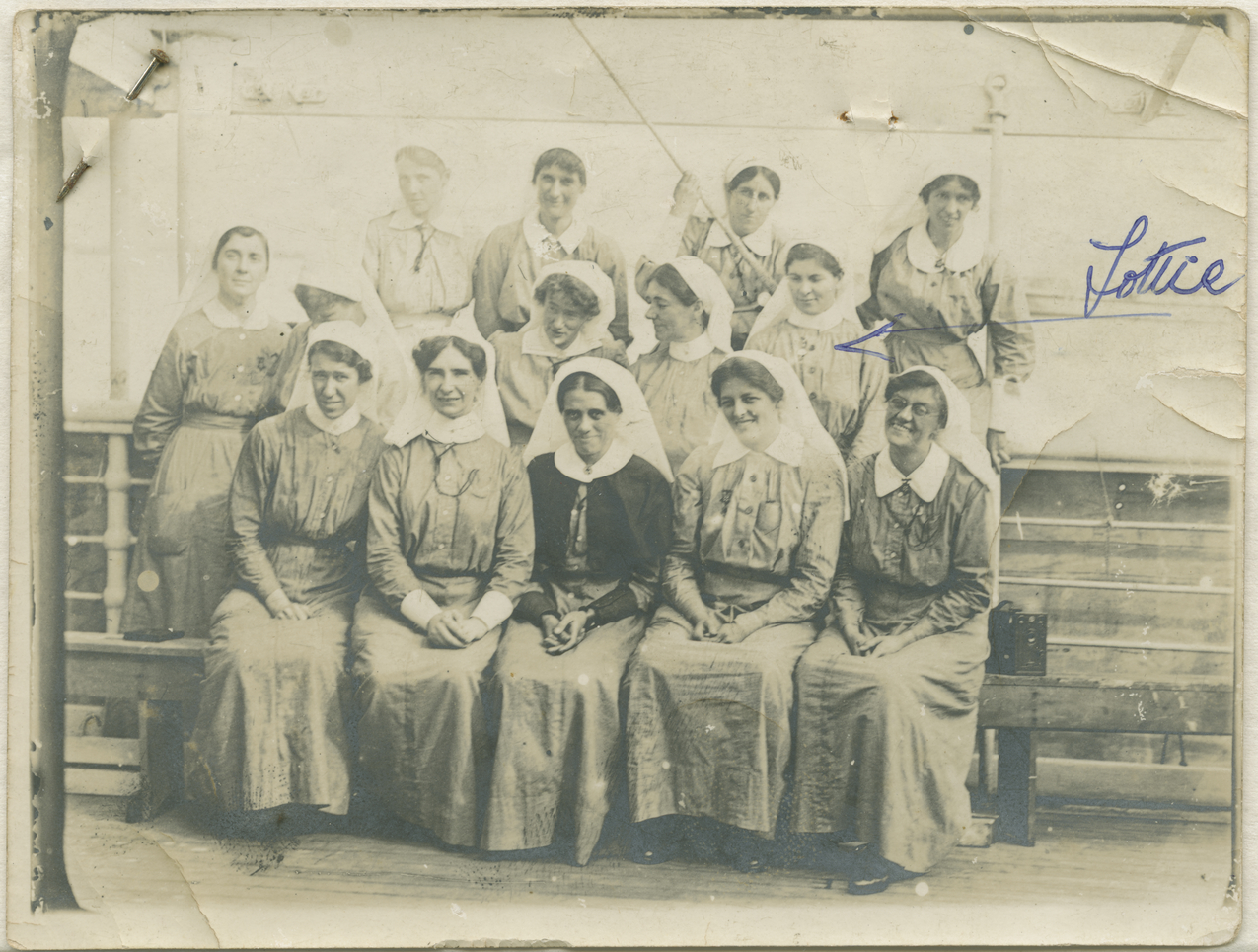
Groupe non identifié d'infirmières néo-zélandaises à bord du Maheno, en 1915.

Après avoir terminé sa formation, Evelyn Brooke devient infirmière dans un hôpital privé à Hāwera, puis occupe un poste au Wellington Hospital de 1910 à 1914.
En août 1914, durant la Première Guerre mondiale, elle rejoint un groupe de six infirmières qui sont envoyées aux Samoa allemandes avec le corps expéditionnaire de Nouvelle-Zélande. Elle est nommée seconde responsable et promue infirmière en chef pendant son séjour à Apia. Elle retourne en Nouvelle-Zélande en 1915. Peu de temps après, elle part à nouveau comme infirmière en chef sur le navire-hôpital néo-zélandais Maheno. Le navire quitte Wellington pour Gallipoli, transportant 14 infirmières du service infirmier de l'armée néo-zélandaise. En août et septembre 1915, le Maheno fait cinq visites dans la baie ANZOC, soignant les soldats blessés et malades dans la chaleur de l'été. En janvier 1916, elle retourne en Nouvelle-Zélande et travaille comme infirmière en chef à l'hôpital militaire de Trentham, près de Wellington. En novembre 1916, elle retourne sur un navire-hôpital, le SS Marama (en).
En mai 1917, elle se rend à Brighton, en Angleterre, et prend le poste d'infirmière en chef à l'hôpital néo-zélandais pour officiers. À la fin de l'année, elle est transférée au No. 1 New Zealand Stationary Hospital à Wisques, en France. Elle a reçu une lettre de remerciement de la part de soldats français qui ont été soignés à Wisques.
Après la guerre, elle retourne en Nouvelle-Zélande et devient infirmière en chef de l'hôpital militaire de Featherston de juin à décembre 1919, puis passe un an à l'hôpital militaire Narrow Neck à Devonport.
En 1921, elle est nommée infirmière en chef au foyer pour vétérans de Rannerdale à Christchurch, poste qu'elle occupe jusqu'à son mariage en 1925,.

### Honneurs
En 1917, Evelyn Brooke reçoit la Croix rouge royale « en reconnaissance de son service d'infirmière pendant la guerre ». En juin 1919, une barrette vient s'ajouter à sa médaille « en reconnaissance de ses précieux services dans les armées en France et en Flandre ».
En 2014, ses médailles font partie d'une exposition aux Archives de Nouvelle-Zélande, « Deux Wellingtoniens à la guerre ». En 2015, une image d'elle apparait sur un timbre postal néo-zélandais dans le cadre d'une série commémorant le centenaire de la campagne de Gallipoli.

## Vie privée
En 1925, Evelyn Brooke épouse William John Brown de Nelson et ils vivent ensemble à Christchurch. Après la mort de ce dernier, elle revient à Wellington et travaille comme infirmière privée jusqu'à sa retraite en 1955. Elle meurt à Wellington le 11 février 1962, et est enterrée au cimetière de Karori.